# صالح اليهري
صالح اليهري (مواليد 30 مايو 1995) هو لاعب كرة قدم قطري. 

## مسيرة اللاعب
لعب سابقاً في نادي الغرافة ونادي المرخية ونادي الشحانية ونادي الوكرة.

## روابط خارجية
صالح اليهري على موقع Soccerway.com (الإنجليزية)